# August Wredow

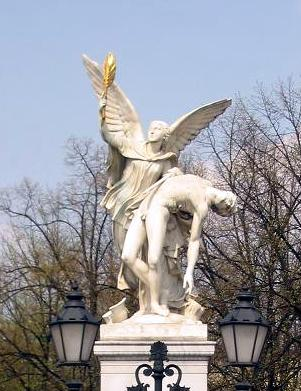
Niké az elesett hőst viszi az Olümposzra (Berlin, Schlossbrücke)

August Julius Wredow (Brandenburg an der Havel, 1805. június 5. –  Berlin, 1891. április 21.) német szobrász.

## Pályafutása
Augusztus Wredow 1815-től tanult Emil Cauer irányítása alatt. Később, 1823–1827 között diákként dolgozott Christian Daniel Rauch műtermében is, majd Johann Gottfried Schadow mellett a Berliner Akademie-n. Pályája következő állomása Róma volt, ott Emil Wolff műhelyében dolgozott 1826–1835-ig. 1837–1841-ig Carrarában dolgozott. Olaszországból való hazatérte után 1841-től haláláig Berlinben élt és dolgozott, kivéve egy rövid Carrarai tartózkodást 1856–1857-ben.
1843-ban a Művészeti Akadémia szenátusának tagja lett, 1860-ban megkapta a professzori címet.
Az Alten St.-Matthäus- Kirchhof temetőben temették el.